# 爱德华多·舍雷尔
爱德华多·舍雷尔·阿拉贡（西班牙語：Eduardo Schaerer Vera y Aragón，1873年12月2日—1941年11月12日），巴拉圭商人、政治人物，曾担任巴拉圭总统。父亲圣地亚哥·舍雷尔是瑞士阿尔高州沃德姆瓦德人，1869年移民巴拉圭。

## 生平
埃米利亚诺·冈萨雷斯·纳维罗担任总统期间，舍雷尔曾经担任内政部长。1912年，他当选为总统。他的政府的统治下，长达近十年的政治稳定和经济繁荣时期开始了。1912年，他任命曼努埃尔·佛朗哥博士为国立亚松森大学的校长，改革教育体系，向欧洲国家派遣留学生，促进了巴拉圭教育的进步和发展。从该国首都亚松森至邻国阿根廷的铁路也在他任内竣工通车；并在薩爾托德爾瓜实施调研，为后来伊泰普水电站的成功修建奠定了基础。
卸任后，舍雷尔创办了巴拉圭论坛报报社，它在彩色ABC报创办以前是巴拉圭最大的报社。
1922年，舍雷爾在齊理斐的支持下，發動軍事政變，导致了1922年巴拉圭内战的发生，但在1923年被尤塞比奥·阿亚拉指挥的巴拉圭军队击败。